# Kim Gwang-suk
Dans ce nom coréen, le nom de famille, Kim, précède le nom personnel.
Kim Gwang-suk, née le 15 février 1976, est une gymnaste artistique nord-coréenne. 

## Palmarès

### Championnats du monde
- Indianapolis 1991
  -  médaille d'or aux barres asymétriques